# Předměřice nad Jizerou
Předměřice nad Jizerou là một làng thuộc huyện Mladá Boleslav, vùng Středočeský, Cộng hòa Séc.